# Hveragerðisbær
Hveragerðisbær is een gemeente in het zuiden van IJsland in de regio Suðurland. De gemeente heeft 2.089 inwoners (in 2005) en een oppervlakte van 8 km². De grootste plaats in de gemeente is Hveragerði.
Vestmannaeyjabær · Árborg · Mýrdalshreppur · Skaftárhreppur · Ásahreppur · Rangárþing eystra · Rangárþing ytra · Hrunamannahreppur · Hveragerðisbær · Ölfus · Grímsnes- og Grafningshreppur · Skeiða- og Gnúpverjahreppur · Bláskógabyggð · Flóahreppur